# Kernenergie in der Türkei
Derzeit (Stand Juli 2022) existieren keine kommerziell betriebenen Kernkraftwerke in der Türkei. Seit April 2015 wird das Kernkraftwerk Akkuyu errichtet.

## Geschichte
Für Kernkraftangelegenheiten war in der Türkei zwischen 1956 und 1982 die staatliche Atom Enerjisi Komisyonu Genel Sekreterliği (Generalsekretariat der Atomenergiekommission) zuständig. Diese Behörde wurde 1982 umstrukturiert, in Türkiye Atom Enerjisi Kurumu (TAEK, Türkische Atomenergiebehörde) umbenannt und dem Ministerpräsidialamt der Türkei angegliedert.
Die erste Kernkraftanlage, die am 27. Mai 1962 in Betrieb genommen wurde, war der Forschungsreaktor TR-1 (Leistung 1 MW). Diese Anlage war ein Teil des Çekmece Nuklearforschungs- und Bildungszentrum im westlichen Istanbuler Stadtbezirk Küçükçekmece.
Nach Untersuchungen in den 1970er-Jahren genehmigte die 'Atom Enerjisi Komisyonu' im Jahre 1976 Akkuyu in der Provinz Mersin als ersten Standort eines Kernkraftwerks. Anfang der 1980er Jahre wurde auch der Standort Sinop in Betracht gezogen. Bis zum Jahr 2000 gab es viele Verhandlungen mit ausländischen Firmen und viele Ausschreibungen zum Bau des Kernkraftwerks Akkuyu. Aus unterschiedlichen Gründen waren alle Vorhaben erfolglos. Daraufhin wurde im Juli 2000 zunächst entschieden, es nicht zu bauen. Am 8. Mai 2004 teilte der türkischen Minister für Energie und Natürliche Ressourcen Güler mit, man wolle wieder mit der Planung von Kernkraftwerken in der Türkei beginnen.
Die AKP-Regierung, die seit der Parlamentswahl vom 3. November 2002 alleine regiert (sie gewann auch die Wahl im Juli 2007, die im Juni 2011 und die im Juni 2015), plante den Bau von drei KKWs:
- eines in Mersin-Akkuyu (gebaut und betrieben von einem russischen Unternehmen),
- eines in Sinop und
- eines voraussichtlich im türkischen Teil von Thrakien (Ostthrakien).

Erste Angebote für den Bau eines Kernkraftwerks machte 2008 der russische Kernkraftwerkbauer Atomstroiexport. Atomstroiexport war das einzige Unternehmen, das noch Interesse an dem Projekt zeigte; die anderen Unternehmen, die an der Ausschreibung für den Bau des Kernkraftwerks Akkuyu teilnahmen, hatten alle abgesagt. Das Kernkraftwerk sollte eine Leistung zwischen 3.000 und 5.000 MW besitzen. Die Firma Atomstroiexport ist eine der vielen russischen Firmen der staatlichen Behörde Föderale Agentur für Atomenergie Russlands (kurz Rosatom). Diese Agentur untersteht der russischen Regierung.
Am 7. Juni 2011, also knapp zwei Jahre vor dem damals geplanten ersten Spatenstich des KKW-Akkuyu, sagte der türkische Energieminister Taner Yıldız wörtlich zu Journalisten: „Wir planen die Schließung unserer Kernkraftwerke für das Jahr 2071. Zum 1000. Jahrestag der Schlacht von Manzikert.“ Somit gab Yıldız ein eventuelles Kernenergie-Ausstiegsdatum schon lange vor dem Baubeginn des ersten KKWs bekannt.
Die von der ‚Enerji Piyasası Düzenleme Kurumu‘ (abgekürzt EPDK, türkische Regulierungsbehörde des Strommarktes) verabschiedete und am 29. Juli 2011 in Kraft getretene Änderung der Satzung zu den Lizenzen im Strommarkt begünstigt Firmen, die ein KKW-Bauvorhaben anstreben. 
Die türkische Energiepolitik hat sich lange auf den Iran und Russland gestützt. Als der Iran im Januar 2008 eine ganze Woche lang nicht die vertraglich vereinbarte Gasmenge lieferte, machte das in der Türkei bewusst, wie abhängig ihre wachsende Wirtschaft und ihre wachsende Bevölkerung sind.
In den amtlichen Meldungen der IAEA sind bis heute (Stand November 2012) keine Angaben zu Kernkraftwerken in der Türkei zu finden. Die Türkei gilt als erdbebengefährdetes Gebiet.

## Kernkraftwerk Akkuyu
Akkuyu liegt direkt am Mittelmeer, ca. 100 km südwestlich der Provinzhauptstadt Mersin, im Landkreis Gülnar. Die nächste ca. 4 km in Norden liegende Kleinstadt ist Büyükeceli. Der Ort befindet sich in der Nähe eines Treffpunktes mehrerer tektonischer Platten: (Anatolische Platte, Arabische Platte, Afrikanische Platte und Eurasische Platte). Daher erntet dieses Vorhaben viel Kritik. Im Juli 1998 kam es in Akkuyu zu einem Erdbeben der Stärke 6,3; sein Epizentrum war nur 100 km von Akkuyu entfernt. Zu dieser Zeit war der Bau eines 1300-MW-Kernreaktors geplant.
Am 12. Mai 2010 unterzeichneten der russische Präsident Dmitri Medwedew und der türkische Ministerpräsident Recep Tayyip Erdoğan in Ankara eine Vereinbarung zum Bau des Kernkraftwerks Akkuyu. Am 2. Dezember 2010 wurde der Vertrag von russischer Seite ratifiziert. Für dieses Vorhaben gründete die russische Firma am 13. Dezember 2010 eine Aktiengesellschaft in der Türkei mit dem Namen „Akkuyu NGS Elektrik Üretim A.Ş.“. Diese Firma ist für den Bau, den Betrieb, die Stilllegung und den Abbau des KKW-Akkuyu zuständig und verantwortlich.
Am 16. März 2011 – wenige Tage nach der Nuklearkatastrophe von Fukushima – vereinbarten Erdoğan und der russische Ministerpräsident Wladimir Putin in Moskau den Baubeginn des Vorhabens in Akkuyu. Für dieses Bauvorhaben wurde das Grundstück der russischen Firma überlassen. Sie trägt alleine die Baukosten von geschätzten 20 Mrd. USD und wird das Werk auch alleine betreiben; eine spätere Teilhaberschaft des türkischen Staates oder türkischer Firmen wurde nicht ausgeschlossen. Bis zum Jahr 2022 sollen alle vier Reaktoren in Betrieb genommen werden. Die Leistung je Reaktor beträgt 1200 MW, die gesamte Energieerzeugung soll sich auf jährlich 35 Milliarden kWh belaufen.
Von Juni 2011 bis Mitte 2013 sollen die Baugrunduntersuchungen durchgeführt werden. Der Spatenstich für das KKW-Akkuyu wurde auf Mitte 2013 festgelegt. Die Stromerzeugung des ersten Reaktors sollte Mitte 2023 beginnen.
Ab September 2011 vergibt Russland für dieses Vorhaben Stipendien an türkische Studenten für eine Studienzeit von insgesamt 6,5 Jahren am „Moscow Engineering Physics Institute“ der Universität Moskau. Diese Stipendien sollen jährlich an 50 Studenten vergeben werden. Somit sollen innerhalb von 6 Jahren insgesamt 300 türkische Studenten dieses Studium in Moskau beginnen. Nach dem Studium folgt je nach Branche ein 1 bis 3 Jahre dauerndes Praktikum, danach eine Verpflichtung für 13 Jahre am KKW Akkuyu.
Am 7. August 2011 nahmen etwa 700 überwiegend lokale Aktivisten an einer Demonstration gegen den Bau des KKW Akkuyu teil und besetzten für kurze Zeit das Baugelände.
Im Juli 2012 teilte der russische Botschafter in Ankara Vladimir Ivanovski mit, dass sich die Baukosten wohl eher auf 25 Mrd. USD belaufen würden und der erste der vier Reaktoren im Jahr 2019 in Betrieb genommen werde.

## Kernkraftwerk Sinop
Für den Bau des KKW in Sinop wurde eine lange Zeit mit japanischen Unternehmen verhandelt, die jedoch nach der Nuklearkatastrophe von Fukushima aus diesem Vorhaben ausgestiegen waren. Daraufhin wurden erst mit Unternehmen aus Südkorea, später, nach dem Staatsbesuch von Recep Tayyip Erdoğan im April 2012 in China, auch mit chinesischen Unternehmen Verhandlungen geführt. Am 20. April 2012 wurde in Istanbul eine Vereinbarung auch mit dem kanadischen Unternehmen Candu Energy Inc. (Candu) über den eventuellen Bau eines CANDU-Reaktors in Sinop unterzeichnet.
Am 29. Oktober 2013 unterzeichneten aber dann in Istanbul Ministerpräsident Recep Tayyip Erdoğan und der japanische Ministerpräsident Shinzō Abe einen Vertrag über den Bau des KKW in Sinop durch japanische Firmen.
Am 1. April 2015 wurde der Vertrag zwischen der Türkei und Japan über den Bau des zweiten KKW in Sinop von der Großen Nationalversammlung der Türkei (TBMM) ratifiziert. Für den Bau ist das japanische Unternehmen Mitsubishi Heavy Industries (MHE) Itochu Corp. in Zusammenarbeit mit der französischen Areva verantwortlich. Die geplanten Baukosten belaufen sich auf 22 Milliarden USD. Die Reaktoren mit einer Gesamtleistung von 4.800 MW sind vom Typ Atmea, die gemeinsam von MHE und der französischen Areva hergestellt werden sollen.
Im Dezember 2018 zogen sich die japanischen Firmen aus finanziellen Gründen aus dem Projekt zurück.